# Doug Warren
Douglas Patrick Warren (Palatine, 18 marzo 1981) è un ex calciatore statunitense, di ruolo portiere.